# Phytobia morio
Phytobia morio är en tvåvingeart som först beskrevs av Carl Gustav Alexander Brischke 1881.  Phytobia morio ingår i släktet Phytobia och familjen minerarflugor. Inga underarter finns listade i Catalogue of Life.